# Tournefortia pubescens
Tournefortia pubescens är en strävbladig växtart som beskrevs av Joseph Dalton Hooker. Tournefortia pubescens ingår i släktet Tournefortia och familjen strävbladiga växter. Inga underarter finns listade i Catalogue of Life.